# Priselți, Burgas
Priselți (în bulgară Приселци) este un sat în comuna Nesebăr, regiunea Burgas,  Bulgaria. 

## Demografie
Componența etnică a satului Priselți
     Bulgari (80%)
     Romi (20%)
     Nicio identificare (0%)
     Altele (0%)
La recensământul din 2011, populația satului Priselți era de 45 locuitori. Din punct de vedere etnic, majoritatea locuitorilor (80%) erau bulgari, cu o minoritate de romi (20%). Pentru 0% din locuitori nu este cunoscută apartenența etnică.